# فتح أباد (بردسرة)
فتح أباد (بالفارسية: فتح‌آباد) هي مستوطنة تقع في إيران في قسم بردسرة الريفي. يقدر عدد سكانها بـ 29 نسمة .